# Buenaventura de Córdoba Espínola de la Cerda
Buenaventura de Córdoba Espínola de la Cerda (ur. 23 marca 1724 w Madrycie, zm. 6 maja 1777 tamże) – hiszpański kardynał.

## Życiorys
Urodził się 23 marca 1724 roku Madrycie, jako syn Nicolása Fernándeza de Córdoby Figueroa y Aguilara i Jerónimy Marii Spinoli y de la Cerdy. Po studiach uzyskał doktorat z teologii, a następnie został jałmużnikiem króla Karola III. 6 kwietnia 1761 roku został tytularnym arcybiskupem Niksaru i patriarchą Indii Zachodnich, a 28 czerwca przyjął sakrę. 23 listopada 1761 roku został kreowany kardynałem prezbiterem i otrzymał kościół tytularny San Lorenzo in Panisperna. Był członkiem Rady Królewskiej. Zmarł 6 maja 1777 roku w Madrycie.